# Serhij Szewczuk (ur. 1985)
Serhij Mykołajowycz Szewczuk, ukr. Сергій Миколайович Шевчук (ur. 18 czerwca 1985 w Makarowie, w obwodzie kijowskim) – ukraiński piłkarz, grający na pozycji pomocnika.

## Kariera piłkarska

### Kariera klubowa
Wychowanek RUFK Kijów oraz klubu CSKA Kijów, barwy których bronił w juniorskich mistrzostwach Ukrainy (DJuFL). Karierę piłkarską rozpoczął 29 sierpnia 2003 w składzie Systema-Boreksu Borodzianka, po czym przeszedł do Szachtara Donieck, w podstawowej jedenastce którego 17 czerwca 2007 rozegrał pierwszy mecz w Wyższej lidze. W Szachtarze występował przeważnie w drugiej drużynie. Na początku 2008 został wypożyczony do Zorii Ługańsk. W czerwcu 2011 ponownie został wypożyczony, tym razem do Illicziwca Mariupol, a 11 stycznia 2012 Illicziweć wykupił transfer piłkarza. Latem 2015 przeniósł się do Sokołu Saratów, a w czerwcu 2016 został piłkarzem FK Tambow.

## Sukcesy klubowe
- wicemistrz Ukrainy: 2007
- finalista Pucharu Ukrainy: 2007